# Československá hokejová liga 1948/1949
6. ročník československé hokejové ligy 1948/49 se hrál pod názvem Státní liga.

## Herní systém
8 účastníků hrálo v jedné skupině jednokolově systémem každý s každým. Poslední dva sestoupili.

## Kompletní pořadí
| Poř. | Tým                            | Zápasy | Výhry | Remízy | Porážky | Skóre | Body |
| ---- | ------------------------------ | ------ | ----- | ------ | ------- | ----- | ---- |
| 1.   | LTC Praha                      | 7      | 7     | 0      | 0       | 70:23 | 14   |
| 2.   | ŠK Bratislava                  | 7      | 4     | 1      | 2       | 30:30 | 9    |
| 3.   | ATK Praha                      | 7      | 4     | 0      | 3       | 39:29 | 8    |
| 4.   | Sokol Stadion České Budějovice | 7      | 4     | 0      | 3       | 31:32 | 8    |
| 5.   | Sokol Zbrojovka Brno-Židenice  | 7      | 3     | 1      | 3       | 33:42 | 7    |
| 6.   | Sokol Sparta Bubeneč           | 7      | 3     | 0      | 4       | 28:26 | 6    |
| 7.   | Sokol Prostějov                | 7      | 2     | 0      | 5       | 22:46 | 4    |
| 8.   | Sokol ZMP Praha                | 7      | 0     | 0      | 7       | 21:46 | 0    |

## Nejlepší střelci
- Vladimír Zábrodský (LTC Praha) - 19 gólů
- Stanislav Konopásek (LTC Praha) - 14 gólů
- Josef Stock (ATK Praha) - 13 gólů
- Slavomír Bartoň (Sokol Zbrojovka Brno-Židenice) - 10 gólů
- Václav Roziňák (LTC Praha) - 10 gólů

## Zajímavosti
- Ze soutěže byl vyškrtnutý HC Stadion Podolí (klub se rozpadl následkem odchodů hráčů do jiných mužstev). Na uvolněné místo byl zařazený vojenský oddíl ATK Praha.
- Oddíl Sokol Zbrojovka Brno-Židenice vznikl sloučením oddílů Horácká Slavia Třebíč a Zbrojovka Židenice Brno.
- Finalista předchozího ligového ročníku prohrál všechna utkání a nezískal tak v soutěži ani jeden bod.